# آبشار واشبورد
آبشار واشبورد (به انگلیسی: Washboard Falls) آبشاری است که در همیلتون (انتاریو)، کانادا واقع شده و ارتفاع کلی ریزشگاه آن ۵ متر (۱۶ فوت) است.